# Такач, Йожеф
Йо́жеф Та́кач (венг. Takács József; 30 июня 1904, Будапешт — 3 сентября 1983, там же) — венгерский футболист, нападающий.

## Карьера

### Клубная карьера
Свою футбольную карьеру Такач начал в 1917 году в команде «Вашаш». В сезоне 1920/21г. начал играть за основной состав клуба. В 1925 г. и 1926 г. «Вашаш» занимал третьи места в чемпионате Венгрии, а Такач забивал больше половины командных голов. В 1926 году он ещё выиграл и звание лучшего бомбардира чемпионата (29 забитых мячей).
В сезоне 1927/1928 Йожеф Такач переходит в «Ференцварош». В первом же сезоне, вместе с командой, выигрывает кубок Митропы, чемпионат и кубок Венгрии. В первых двух турнирах Такач — лучший бомбардир, 10 и 31 голов соответственно. В то время «Ференцварош» располагал сильнейшим составом, что не имя, то футбольная легенда: Лайош Кораньи, Вильмош Кохут, Геза Тольди, Дьердь Шароши и др.
Карьера Такача необычна. Дело в том, что на протяжении десятилетия ему удавалось совмещать футбол с работой механика в таксопарке. Каждый раз, когда его Ференцварош отправлялся в длительное зарубежное турне, ему приходилось формально увольняться из таксопарка, а затем заново восстанавливаться. Однако перед началом сезона-34/35 начальство Такачу в этом «трюке» отказало, и он вынужден был уйти из Ференцвароша, чтобы посвятить себя основной работе. За семь сезонов, проведённых в «Ференцвароше» Такач трижды выигрывал чемпионат Венгрии, по два раза становился вице-чемпионом и третьим призёром, обладателем и финалистом кубка Венгрии. Четыре раза выигрывал спор лучших бомбардиров чемпионата Венгрии, в среднем забивая в двух матчах по три гола. В кубке Митропы провёл 11 матчей и забил 12 голов.
В 1935 году Такач устроился в более скромный клуб «Эржебет-Шорокшар», который не ездил за границу и поэтому создавал футболисту меньше неудобств. Сезон-36/37 он снова полностью пропустил, но по причине травмы. Совсем упростилась для Такача ситуация, когда у фирмы, где он работал, в 1937 году появилась собственная команда первого дивизиона. В ней он, что называется, мог играть, не отходя от станка.
С результатом в 360 забитый мяч Такач занимает в списке самых результативных футболистов национальных чемпионатов 26-е место, а его средняя результативность составляет 1,01 гол за матч. В рейтинге RSSSF «Лучшие бомбардиры мира в официальных матчах» — 20-е место с результатом 523 гола.

### Карьера в сборной
В составе сборной дебютировал в матче 1923 года Австрия-Венгрия (1:0). В 1927 году забил шесть мячей в ворота сборной Франции (13:1). Последний раз сыграл в национальной команде 22 октября 1933 года против Италии (0:1). Всего за сборную Венгрии провел 32 матча и забил 26 мячей (на то время это второй результат после Имре Шллосера).

## Достижения
- Обладатель Кубка Митропы: 1928
- Чемпион Венгрии (3): 1927/28, 1931/32, 1933/34
- Обладатель Кубка Венгрии (2): 1928, 1933
- Футболист года в Венгрии: 1925
- Лучший бомбардир Кубка Митропы: 1928
- Лучший бомбардир чемпионата Венгрии (5): 1926, 1928, 1929, 1930, 1932
- Лучший бомбардир «Ференцвароша» в Кубке Венгрии: 30 голов
- Бомбардир № 4 высшего дивизиона Венгрии: 360 голов

## Статистика выступлений

### Обзор карьеры
| Команда                 | Период              | Официальные матчи | Официальные матчи | Неофициальные матчи | Неофициальные матчи | Итого | Итого |
| Команда                 | Период              | Игры              | Голы              | Игры                | Голы                | Игры  | Голы  |
| ----------------------- | ------------------- | ----------------- | ----------------- | ------------------- | ------------------- | ----- | ----- |
| Вашаш                   | 1921—1927 1940—1941 | 158               | 129               | 87+                 | 124+                | 245+  | 253+  |
| Ференцварош             | 1927—1934           | 168               | 251               | 206                 | 357                 | 374   | 608   |
| Сюркетакси              | 1934—1935 1936—1940 | 119               | 87                | 76+                 | 105+                | 195+  | 192+  |
| Шорокшар                | 1935—1936           | 26                | 23                | 15                  | 28                  | 41    | 51    |
| Венгрия                 | 1923—1933           | 32                | 26                | 12                  | 20                  | 44    | 46    |
| Венгрия (B)             | 1927—1932           | 4                 | 0                 | 0                   | 0                   | 4     | 0     |
| Венгрия (проф.)         | 1929—1932           | 2                 | 5                 | 2                   | 3                   | 4     | 8     |
| Сборная Будапешта       | 1923—1931           | 17                | 18                | 0                   | 0                   | 17    | 18    |
| Сборная венгерской лиги | 1935                | 1                 | 0                 | 2                   | 6                   | 3     | 6     |
| Аутотакси               | 1924—1928           | -                 | -                 | 10                  | 21                  | 10    | 21    |
| Прочие                  | 1926—1935           | -                 | -                 | 3                   | 11                  | 3     | 11    |
| Всего за карьеру        | Всего за карьеру    | 527               | 539               | 413+                | 675+                | 940+  | 1214+ |

### Клубная карьера
| Клуб                  | Сезон                 | Лига | Лига | Кубок Венгрии | Кубок Венгрии | Кубок Митропы | Кубок Митропы | Прочие | Прочие | Итого | Итого |
| Клуб                  | Сезон                 | Игры | Голы | Игры          | Голы          | Игры          | Голы          | Игры   | Голы   | Игры  | Голы  |
| --------------------- | --------------------- | ---- | ---- | ------------- | ------------- | ------------- | ------------- | ------ | ------ | ----- | ----- |
| Вашаш                 | 1920/21               | 2    | 1    | -             | -             | -             | -             | 0      | 0      | 2     | 1     |
| Вашаш                 | 1921/22               | 16   | 6    | ?             | ?             | -             | -             | 2      | 1      | 18+   | 7+    |
| Вашаш                 | 1922/23               | 21   | 11   | ?             | ?             | -             | -             | 0      | 0      | 21+   | 11+   |
| Вашаш                 | 1923/24               | 22   | 13   | -             | -             | -             | -             | ?      | ?      | 22+   | 13+   |
| Вашаш                 | 1924/25               | 22   | 20   | 2             | 4             | -             | -             | ?      | ?      | 24+   | 24+   |
| Вашаш                 | 1925/26               | 22   | 29   | 1             | 2             | -             | -             | 0      | 0      | 23    | 31    |
| Вашаш                 | 1926/27               | 12   | 10   | 0             | 0             | -             | -             | 0      | 0      | 12    | 10    |
| Вашаш                 | Итого                 | 117  | 90   | 3+            | 6+            | 0             | 0             | 8      | 9      | 128+  | 105+  |
| Ференцварош           | 1927/28               | 22   | 31   | 5             | 10            | 0             | 0             | 0      | 0      | 27    | 41    |
| Ференцварош           | 1928/29               | 22   | 41   | -             | -             | 6             | 10            | 0      | 0      | 28    | 51    |
| Ференцварош           | 1929/30               | 22   | 40   | 3             | 3             | 0             | 0             | 0      | 0      | 25    | 43    |
| Ференцварош           | 1930/31               | 19   | 19   | 2             | 5             | 3             | 2             | 0      | 0      | 24    | 26    |
| Ференцварош           | 1931/32               | 22   | 42   | 4             | 1             | 0             | 0             | 0      | 0      | 26    | 43    |
| Ференцварош           | 1932/33               | 19   | 24   | 4             | 11            | 2             | 0             | 0      | 0      | 25    | 35    |
| Ференцварош           | 1933/34               | 13   | 12   | 0             | 0             | 0             | 0             | 0      | 0      | 13    | 12    |
| Ференцварош           | Итого                 | 139  | 209  | 18            | 30            | 11            | 12            | 0      | 0      | 168   | 251   |
| Сюркетакси            | 1934/35               | ?    | ?    | 1+            | 1+            | -             | -             | 0      | 0      | ?     | ?     |
| Сюркетакси            | Итого                 | ?    | ?    | 1+            | 1+            | 0             | 0             | 0      | 0      | 1+    | 1+    |
| Шорокшар              | 1935/36               | 26   | 23   | -             | -             | 0             | 0             | 0      | 0      | 26    | 23    |
| Шорокшар              | Итого                 | 26   | 23   | 0             | 0             | 0             | 0             | 0      | 0      | 26    | 23    |
| Таксишок              | 1936/37               | ?    | ?    | -             | -             | -             | -             | 0      | 0      | ?     | ?     |
| Таксишок              | 1937/38               | 26   | 17   | -             | -             | 0             | 0             | 0      | 0      | 26    | 17    |
| Таксишок              | 1938/39               | 24   | 15   | -             | -             | 0             | 0             | 0      | 0      | 24    | 15    |
| Таксишок              | 1939/40               | 23   | 6    | -             | -             | 0             | 0             | 0      | 0      | 23    | 6     |
| Таксишок              | Итого                 | 73+  | 38+  | 0             | 0             | 0             | 0             | 0      | 0      | 73+   | 38+   |
| Всего за «Сюркетакси» | Всего за «Сюркетакси» | 73+  | 38+  | 1+            | 1+            | 0             | 0             | 0      | 0      | 119   | 87    |
| Вашаш                 | 1940/41               | ?    | ?    | 1             | ?             | -             | -             | 0      | 0      | ?     | ?     |
| Вашаш                 | Итого                 | ?    | ?    | 1             | ?             | 0             | 0             | 0      | 0      | 1+    | ?     |
| Всего за «Вашаш»      | Всего за «Вашаш»      | 117+ | 90+  | 4+            | 6+            | 0             | 0             | 8      | 9      | 158   | 129   |
| Всего за карьеру      | Всего за карьеру      | 423  | 429  | 29            | 40            | 11            | 12            | 8      | 9      | 471   | 490   |